# Offoy (Oise)
Offoy è un comune francese di 105 abitanti situato nel dipartimento dell'Oise della regione dell'Alta Francia.

## Società

### Evoluzione demografica
Abitanti censiti